# Lot van Hooijdonk
Lot van Hooijdonk (Tilburg, 27 februari 1978) is een Nederlands politica. Namens GroenLinks was ze van 2014 tot 5 december 2024 wethouder van de gemeente Utrecht.

## Loopbaan voor de politiek
Van Hooijdonk werd geboren in Tilburg. Tussen 1990 en 1996 volgde zij het VWO aan het Cobbenhagen College in Tilburg. Zij studeerde vervolgens geschiedenis aan de Universiteit Utrecht tussen 1996 en 2002. Ze studeerde tevens een half jaar politieke wetenschap aan de University of Florida. Na de afronding van haar geschiedenisopleiding volgde zij een post-doctorale opleiding Buitenlandse Betrekkingen aan het Instituut Clingendael.
Na haar opleiding werkte zij op het ministerie van Verkeer en Waterstaat als speechschrijver (2003-2004), persvoorlichter (2005), stafadviseur (2005-2008) en senior adviseur op het project Anders Betalen voor Mobiliteit (2008-2010). Tevens gaf zij les in "politiek en professie" bij de Rijksacademie voor Financiën en Economie. Vervolgens was zij tussen 2010 en 2014 adjunct-directeur van de Natuur- en Milieufederatie in de provincie Utrecht.

## Wethouder van Utrecht
Van Hooijdonk was vanaf 2014 wethouder in Utrecht. Zij kreeg in haar portefeuille verkeer, mobiliteit, duurzaamheid en milieu. Tevens was zij wijkwethouder voor Utrecht-West en Utrecht-Zuid. Als wethouder zette zij in op het betrekken van burgers bij milieubeleid. In 2015 sloot ze de Utrechtse milieuzone voor personenauto's met een dieselmotor, die gebouwd waren voor 1 januari 2001. Om deze wet te kunnen handhaven worden de kentekens van alle auto's die de milieuzone inrijden automatisch gemonitord. Op dat beleid kwam veel kritiek, en er volgden meerdere rechtszaken. Op 22 januari 2016 besloot de rechter dat Utrecht overtreders de boete van € 90,- mag opleggen op basis van eigen gemeentelijke verkeersborden. 
In 2016 en 2017 werd Lot van Hooijdonk verkozen tot beste jonge bestuurder door het tijdschrift Binnenlands Bestuur.
Bij de Tweede Kamerverkiezingen 2017 was zij, als 43e kandidaat op de lijst, een van de lijstduwers voor GroenLinks.
Naar aanleiding van de kostenoverschrijdingen en de vertragingen bij de aanleg van de Uithoflijn, die plaatsvond onder haar verantwoordelijkheid als wethouder, kwam er kritiek op het onvolledig en laat informeren van de gemeenteraad en op het langs elkaar heen werken van provincie en gemeente. Hoewel er in december 2018 een motie van wantrouwen ingediend werd door de gehele oppositie, kon zij haar wethouderszetel behouden.
Op 9 juni 2022 werd zij opnieuw benoemd tot wethouder van Utrecht. In haar portefeuille had zij mobiliteit, energie en klimaat, ruimtelijke projecten: Lunetten-Koningsweg en Overvecht, eerste locoburgemeester en is zij wijkwethouder van Zuid en Vleuten-De Meern.
Onder haar wethouderschap is een nieuw concept voor een verkeersplein geïntroduceerd, de ovonde, een rotonde in de vorm van een ovaal en met afwijkende voorrangsregels. Het doel is de doorstroom van auto's te bevorderen en de veiligheid van fietsers te vergroten. Na meerdere kostbare ingrepen zijn de resultaten van wisselend succes.
Een brief die zij aan de provincie had geschreven over gebieden waar eventueel windmolens zouden kunnen komen, werd in februari 2023 door een groot deel van de gemeenteraad bekritiseerd. Zij overleefde een motie van afkeuring.
Per 5 december 2024 stopte Van Hooijdonk als wethouder van Utrecht.

## Voetnoten
1. ↑  Utrecht legt milieubeleid bij burger de Volkskrant 6 januari 2015
2. ↑  Voorlichting milieuzone Utrecht schiet tekort op AD.nl
3. ↑  CDA zeer kritisch op Utrechtse milieuzone en wethouder Van Hooijdonk RTV Utrecht. Gearchiveerd op 14 mei 2021.
4. ↑  Raadsvragen over borden milieuzone RTV Utrecht. Gearchiveerd op 14 mei 2021.
5. ↑  Milieuzone steeds verder onder vuur: camera’s makkelijk te omzeilen Duic.nl
6. ↑  (en) Lot van Hooijdonk weer verkozen tot beste jonge bestuurder. De Utrechtse Internet Courant (18 januari 2018). Gearchiveerd op 19 oktober 2020. Geraadpleegd op 29 mei 2020.
7. ↑  Beste jonge bestuurders 2016: Lot van Hooijdonk op 1, www.binnenlandsbestuur.nl, 26 januari 2018.
8. ↑  ‘Golden Girl’ Lot van Hooijdonk verliest haar glans na debacle Uithoflijn, AD, 19/20 december 2018. Gearchiveerd op 8 mei 2021.
9. ↑  Gemeenteraad donderdag 9 juni 2022, Gemeente Utrecht, 9 juni 2022. Gearchiveerd op 15 mei 2023.
10. ↑  Utrechtse wethouder Van Hooijdonk overleeft motie van afkeuring in debat over windmolens, RTV Utrecht,2 februari 2023. Gearchiveerd op 13 februari 2023.
11. ↑  Afscheid oud-wethouder Lot van Hooijdonk, Gemeenteraad Utrecht, 12 december 2024. Gearchiveerd op 13 december 2024.